# Songs from the Wood

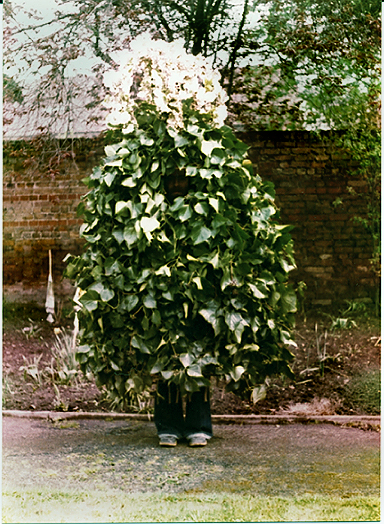
Jack in the Green: figura habitual en las celebraciones inglesas del 1º de mayo (May Day).

Songs from the Wood es el décimo álbum publicado por Jethro Tull en 1977. El primero de una trilogía formada por este disco junto con los álbumes Heavy Horses y Stormwatch con la que el grupo giraría a un estilo más folk rock.
Fue el primer disco de Jethro Tull, que recibió críticas unánimemente positivas desde Thick as a Brick (1972).
Lleno de imaginación, arreglos y ornamentos con sabor a folk inglés y a fantasía, el álbum supone un alejamiento del estilo de los anteriores discos, más típicamente rock.
Aunque los álbumes siguientes a Songs from the Wood siguieron también la influencia folk, no manifestaron elementos tan puramente campestres como este.
La formación que quedó constituida desde este LP (formada por Ian Anderson, Barriemore Barlow, Martin Barre, John Evan, John Glascock y David Palmer), se mantuvo sin cambios hasta Stormwatch (1979).
El grupo publicó también un EP en 1976 complementario este álbum, titulado Ring Out, Solstice Bells, para conmemorar el solsticio de invierno.
También lanzaron un vídeo promocional animado de "Ring Out, Solstice Bells", en 1976, y otro de "The Whistler", en 1977.
La edición remasterizada de 2003 incluye dos temas extra como homenaje a "Velvet Green".

## Puesto en las listas de éxitos
- Puesto en las listas de EE. UU.: 8.
- Puesto en las listas de UK: 13.

## Lista de temas
| #   | Título                        | Autor          | Interpretaciones | Tiempo |
| --- | ----------------------------- | -------------- | ---------------- | ------ |
| 1.  | "Songs from the Wood"         | (Ian Anderson) |                  | 4:52   |
| 2.  | "Jack-In-The-Green"           | (Ian Anderson) |                  | 2:27   |
| 3.  | "Cup of Wonder"               | (Ian Anderson) |                  | 4:30   |
| 4.  | "Hunting Girl"                | (Ian Anderson) |                  | 5:11   |
| 5.  | "Ring Out, Solstice Bells"    | (Ian Anderson) |                  | 3:43   |
| 6.  | "Velvet Green"                | (Ian Anderson) |                  | 6:03   |
| 7.  | "The Whistler"                | (Ian Anderson) |                  | 3:30   |
| 8.  | "Pibroch (Cap in Hand)"       | (Ian Anderson) |                  | 8:27   |
| 9.  | "Fire at Midnight"            | (Ian Anderson) |                  | 2:26   |
| 10. | "Beltane" (pista oculta)      | (Ian Anderson) |                  | 5:19   |
| 11. | "Velvet Green" (pista oculta) | (Ian Anderson) |                  | 5:56   |

## Intérpretes
- Ian Anderson: voz solista, flauta, guitarra acústica, mandolina.
- Martin Barre: guitarra eléctrica.
- John Evan: piano, órgano y sintetizadores
- Barriemore Barlow: batería y percusión
- John Glascock: bajo, segunda voz y voces.
- David Palmer: órgano electrónico y sintetizadores.